# Wilhelm Mardus

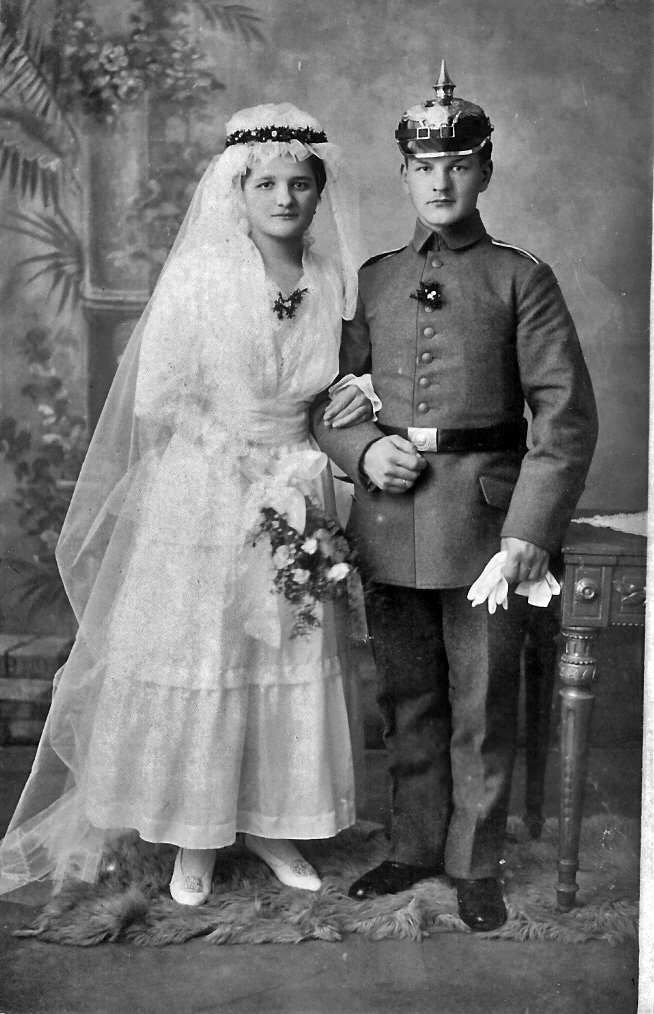
Wilhelm Mardus und Emma Hanke am Tag ihrer Hochzeit, 27. Oktober 1917

Wilhelm Arthur Mardus (* 11. Februar 1893 in Breslau; † 4. November 1960 in Berlin) war Mitglied der SPD und von Januar bis Oktober 1947 kurzzeitig Bezirksbürgermeister vom Berliner Bezirk Friedrichshain.
Wilhelm Mardus wurde 1893 als Sohn des Dachdeckers Wilhelm Mardus und dessen Ehefrau Berta geborenen Malz geboren. Er war zunächst Schmied und diente im Ersten Weltkrieg als Musketier. Nach der Zwangsvereinigung von SPD und KPD zur SED in Ostdeutschland im Jahre 1946 war Mardus weiter in den fortbestehenden SPD-Ortsvereinen tätig. Bei der Wahl zur Stadtverordnetenversammlung von Groß-Berlin im Oktober 1946 wurde er zwar gewählt, schied aber im Februar 1947 aus. Im Januar 1947 wurde Mardus Bezirksbürgermeister vom Berliner Bezirk Friedrichshain, nachdem der von der Bezirksverordnetenversammlung Friedrichshain gewählte Bezirksbürgermeister, Erich Lange (1908–1954), ebenfalls von der SPD, durch die Sowjetische Militäradministration in Deutschland (SMAD) nicht bestätigt worden war.
Am 25. Oktober 1947 wurde er von seiner Position durch die SMAD unter dem sowjetischen Kommandanten von Berlin, Generalmajor Alexander Georgijewitsch Kotikow entlassen. Er wurde der Sabotage der „Holzaktion“ zur Brennstoffversorgung in den Nachkriegswintern beschuldigt.
Wilhelm Mardus heiratete am 27. Oktober 1917 in Berlin die Verkäuferin Emma Hanke. Ein Sohn wurde 1919 geboren, der 1956 mit Familie nach Kanada auswanderte.